# 피위의 빅 홀리데이
피위의 빅 홀리데이(Pee-wee's Big Holiday)는 미국에서 제작된 존 리 감독의 2016년 모험, 코미디 영화이다. 폴 루벤스 등이 주연으로 출연하였고 폴 루벤스 등이 제작에 참여하였다. 이 영화는 2016년 3월 18일 넷플릭스를 통해 개봉했다.

## 출연

### 주연
- 폴 루벤스
- 조던 블랙
- 더그 콕스

### 조연
- 린다 포터
- 모니카 호런
- 브라이언 팔러모
- 캐서린 밴더린든
- 타라 벅
- 존 H. 메이어
- 리차드 리엘
- 데이브 파워
- 조쉬 마이어스
- 코리 크레이그
- 폴 러스트
- 로버트 R. 샤퍼
- 조 맨가니엘로
- 제시카 폴리

## 제작진
- 공동프로듀서: 폴 러스트